# Koalma
Koalma est une localité située dans le département de Pissila de la province du Sanmatenga dans la région Centre-Nord au Burkina Faso.

## Géographie
Koalma se trouve à 3 km au sud-est de Noaka, à 9 km à l'ouest de Pissila, le chef-lieu du département, et à environ 20 km au nord-est de Kaya, la capitale régionale. Le village est à 3 km au nord de la route nationale 3, axe important reliant à Tougouri à Kaya.

## Économie
L'activité du village est essentiellement agro-pastorale.

## Éducation et santé
Le centre de soins le plus proche de Koalma est le centre de santé et de promotion sociale (CSPS) de Noaka tandis que le centre hospitalier régional (CHR) se trouve à Kaya.
Le village possède une école primaire publique tandis que le collège d'enseignement général (CEG) est à Noaka et le lycée départemental à Pissila.